# Psapharochrus noguerai
Psapharochrus noguerai là một loài bọ cánh cứng trong họ Cerambycidae.